# Dušan Jevtić
Dušan Jevtić (* 29. März 1992 in Gradačac) ist ein ehemaliger deutsch-bosnischer Fußballspieler. Er ist nun als Spielerberater tätig.

## Karriere
Nach den Jugendvereinen SpVgg 1906 Haidhausen und FT Starnberg schloss sich Jevtić dem TSV 1860 München an. Er durchlief die Jugendmannschaften der Münchener und gehörte zum U-18-Leistungskader des bayerischen Fußballverbandes. Zur Saison 2011/12 wurde er in den Kader der zweiten Mannschaft aufgenommen. Nachdem er dort in der Hinrunde in lediglich sieben Regionalliga-Spielen eingewechselt worden war, entschied er sich, die Münchner zu verlassen. Nach einem Probetraining beim Zweitligisten MSV Duisburg wurde er mit einem Vertrag bis 2013 ausgestattet.
Sein Profidebüt gab Jevtić am 17. Februar 2012 (22. Spieltag), als er bei der 0:1-Heimniederlage gegen den FC St. Pauli in der 81. Minute für Waleri Domowtschijski eingewechselt wurde. Letztlich setzte er sich im Ruhrgebiet nicht durch und wechselte im Sommer 2013 zum FK Sarajevo.
Ende März 2015 wechselte Jevtić zum schwedischen Drittligisten IK Oddevold in die Division 1, bei dem er einen bis zum Sommer des Jahres datierten Kurzzeitvertrag unterzeichnete.
Nach einem halben Jahr Vereinslosigkeit schloss sich Jevtić im Februar 2016 dem bosnischen Erstligisten NK Čelik Zenica an, absolvierte dort in fünf Monaten aber nur vier Ligaspiele und wurde letztendlich wieder vereinslos.
Im Januar 2017 unterzeichnete der in München wohnende Deutsch-Bosnier einen Vertrag bis Saisonende beim TSV Buchbach.
Seit 2020 ist der ehemalige Fußballer als Spielerberater tätig.
Jevtic beendete seine aktive Karriere 2022 im Alter von 30 beim TSV Schwabmünchen.